# 금융리스
금융리스[finance lease, 金融-)는 리스자산의 소유에 따른 대부분의 위험과 효익이 리스이용자에게 이전되는 리스계약으로 리스자산의 소유권이 임차인에게 이전됨에 따라 임차인이 임차자산의 유지보수에 관한 책임을 지는 리스로 중도해약이 금지되어 있다. 금융리스이용자는 금융리스물건의 사용에 대하여 금융리스업자에게 금융리스료를 지급할 의무가 있으며 금융리스이용자가 금융리스계약에서 정한 시기에 금융리스계약에 적합한 금융리스물건을 수령할 수 있도록 해야 한다.
리스계약의 형식은 임대차계약과 유사하나 그 실질은 물적 금융이고 임대차계약과는 여러 가지 다른 특질이 있기 때문에, 리스계약은 비전형계약(무명계약)이고 민법의 임대차에 관한 규정이 바로 적용되지는 아니한다.